# Il était une fois, une fois
Pour plus de détails, voir Fiche technique et Distribution.
Il était une fois, une fois est un film français réalisé par Christian Merret-Palmair, sorti en 2012.

## Synopsis
Willy Vanderbrook, citoyen franco-belge surnommé "Cassoulet" par ses amis (sa maman est de Toulouse et son père de Bruxelles) postule pour devenir concierge d'un grand hôtel parisien, le Westin Paris-Vendôme. Il arrive à Paris, hébergé par un de ses amis, Serge, expatrié belge et gérant du bar "La Chope Namuroise", qui a vu sa femme le quitter pour un Flamand. Ce dernier héberge également Frank Vrut, son beau-frère, indépendantiste, qui rêve de devenir garde du corps, comme son idole Frank Farmer dans ''Bodyguard''
Sa candidature étant refusée à cause de sa belgitude, et ayant assisté à des moqueries sur son compte, Willy décide de se venger en se faisant passer pour un prince belge revenu de safari. Il parvient à se faire inviter avec quelques amis (dont Frank et Serge) et, lors de la soirée, saccage une partie de l'établissement (pour une facture de plus de 100 000 euros) et ridiculise le chef cuisinier qui avait osé se moquer de son accent. Il se fait remarquer par une arnaqueuse professionnelle, Jessica, qui le drogue et prend des photos compromettantes pensant qu'il est un héritier de la Couronne belge. Mais à son réveil, elle découvre qu'il n'est pas un membre de la famille royale et s'enfuit, le laissant attaché au lit. 
Le lendemain, alors que Willy, Serge et Frank rentrent dans leur bar, ils découvrent Jessica qui les attend. Cette dernière leur propose de voler une parure de bijoux qu'un receleur lui a commandée (elle est en liberté conditionnelle) en se faisant à nouveau passer pour un couple royal belge lors d'une cérémonie qui a lieu cinq jours plus tard (avec Frank en garde du corps et Serge en responsable de la sécurité). Seulement, Willy trouve que Jessica, qui se fait appeler aussi Cécile, n'est pas assez Belge à son goût. Pour cela, avec l'aide de Serge, Frank et d'autres intervenants Belges, ils lui apprennent l'humour et l'histoire belge, les manières belges et lui font travailler son accent pour qu'elle soit crédible.
Un jour qu'ils accompagnent Jessica dans une maison médicalisée où elle retrouve sa fille, Willy est touché par l'histoire de Jessica avant de se rendre compte qu'elle lui a menti et qu'elle n'a pas de fille. Il décide, avec Serge et Frank, de continuer leur plan tout en doublant Jessica...
Le soir de la cérémonie, Willy et Jessica, qui se font appeler Louis et Madeleine de Belgique, sont démasqués par Stéphane Bern, animateur de télévision et grand spécialiste de la famille royale Belge, qui est lui-même neutralisé par Frank. Jessica parvient à dérober les bijoux et les remettre à Serge mais elle se fait arrêter, pendant que les autres prennent la fuite. Pris de remords, ils font machine arrière et reviennent chercher Jessica avant qu'elle ne soit embarquée par la police. La bande au complet repart en Limousine, et Willy et Jessica échangent un baiser.
Plus tard, nos protagonistes se sont rangés et donnent des cours de "belgitude". 

## Fiche technique
- Titre : Il était une fois, une fois
- Réalisation : Christian Merret-Palmair
- Scénario : Alexandre de La Patellière et Mathieu Delaporte
- Production :
  - Producteur exécutif : Dominique Brunner
  - Administrateur de production : Alexandre Chauvet
  - Producteur délégué : Dominique Farrugia
  - Producteur exécutif : Geneviève Lemal
- Musique : Kris Debusscher
- Photographie : Régis Blondeau
- Montage : Alice Moine
- Décors : Stéphane Taillasson
- Costumes : Anne Schotte
- Pays d'origine :  France
- Distribution : UGC
- Date de sortie en festival :  France : 19 janvier 2012 (Festival international du film de comédie de l'Alpe d'Huez)
- Date de sortie cinéma : 15 février 2012
- Date de sortie DVD : 27 juin 2012

## Distribution
- François-Xavier Demaison : Willy Vanderbroek / le prince Louis de Belgique, duc de Bruxelles, prince royal
- Anne Marivin : Jessica / Cécile Morin / la princesse Madeleine, duchesse de Bruxelles
- Charlie Dupont : Serge Luyperts
- Jean-Luc Couchard : Frank Vrut, fan de Kevin Costner dans Bodyguard
- Abdelhafid Metalsi : Brahim
- Didier Flamand : M. Detarnaud, le directeur de l'hôtel Westin Paris Vendôme
- Philippe Hérisson : Paul Bertin, le concierge de l'hôtel
- Xavier Lemaître : Henri-Louis Vuiret, le directeur de la communication
- Stéphan Wojtowicz : Michel Meriac, le chef cuisinier de l'hôtel
- Jonathan Cohen : le directeur des ressources humaines
- Camille Cottin : la mère de Juliette
- Stéphane Bern : lui-même
- Sandrine Quétier : elle-même